# ميخائيل مكنمارا
ميخائيل مكنمارا (بالإنجليزية: Michael McNamara)‏ هو سياسي أيرلندي، ولد في 1 مارس 1974 في جمهورية أيرلندا. حزبياً، نشط في حزب العمال (جمهورية أيرلندا). وقد انتخب نائب دييل عن دائرة Clare (Dáil constituency) ‏ وقد انضم خلال فترته النيابية ‏ (16 سبتمبر 2015 – 3 فبراير 2016)  للكتلة البرلمانية حزب العمال (جمهورية أيرلندا) وانتخب نائب دييل عن دائرة Clare (Dáil constituency) ‏ وقد انضم خلال فترته النيابية ‏ (30 مايو 2015 – 15 سبتمبر 2015)  للكتلة البرلمانية مستقل وفي الانتخابات العمومية الأيرلندية 2011 ‏، انتخب نائب دييل عن دائرة Clare (Dáil constituency) ‏ وقد انضم خلال فترته النيابية ‏ (9 مارس 2011 – 29 مايو 2015)  للكتلة البرلمانية حزب العمال (جمهورية أيرلندا).